# Steffen Højer
Steffen Højer est un footballeur danois né le 22 mai 1973 à Viborg. Il évoluait au poste d'attaquant.

## Biographie

### En club
Il a été sacré Champion du Danemark en 1999.

### En sélection
Steffen Højer possède une sélection en équipe du Danemark.

## Carrière
| Saison    | Club           | Pays     | Matchs    | Buts    |
| --------- | -------------- | -------- | --------- | ------- |
| 1992-1996 | Viborg FF      | Danemark | 71 matchs | 35 buts |
| 1996-1999 | AaB Ålborg     | Danemark | 81 matchs | 22 buts |
| 1999      | Viborg FF      | Danemark | 4 matchs  | 1 but   |
| 1999-2000 | Brescia        | Italie   | 0 matchs  | 0 buts  |
| 2000      | FC Midtjylland | Danemark | 9 matchs  | 3 buts  |
| 2000-2003 | Viborg FF      | Danemark | 62 matchs | 12 buts |
| 2003-2005 | OB Odense      | Danemark | 79 matchs | 48 buts |
| 2005-2007 | Viborg FF      | Danemark | 74 matchs | 26 buts |

## Palmarès
- Champion du Danemark en 1999 avec l'AaB Ålborg
- Meilleur buteur du Championnat du Danemark en 2004, 2005 et 2006

## Sélections
- 1996 :  Danemark (1 sélection ; 0 buts)
- 1994-1995 :  Danemark -21 ans (11 sélections ; 7 buts)